# راجنوو بردو
راجنوو بردو (به لاتین: Rajnovo Brdo) یک منطقهٔ مسکونی در بوسنی و هرزگوین است که در ماگلای واقع شده‌است.